# Ozd, Mureș
Ozd (în maghiară Magyarózd sau Ózd, în germană Thürendorf) este un sat în comuna Bichiș din județul Mureș, Transilvania, România.

## Atestare documentară
În 1332 localitatea este atestată documentar cu denumirea Owzd, iar în 1334 este consemnată în documente cu numele Ozd.

## Istoric
Pe Harta Iosefină a Transilvaniei din 1769-1773 (Sectio 141), localitatea a apărut sub numele de „Ozd”.

## Populație
Conform Recensământului din anul 2022 populația localității era de 289 locuitori în scădere față de cei 318 avuți la recensământul anterior. 

## Obiective turistice
- Castelul Pekri, din sec.XVIII.

## Personalități
- András Nagy (1899-1974), scriitor, redactor, profesor de teologie reformată
- István Horváth⁠(hu)[traduceți] (1909-1977), scriitor, poet, autorul monografiei satului

## Localități înfrățite
- Ungaria: Ózd

## Vezi și
- Biserica de lemn din Ozd

## Imagini

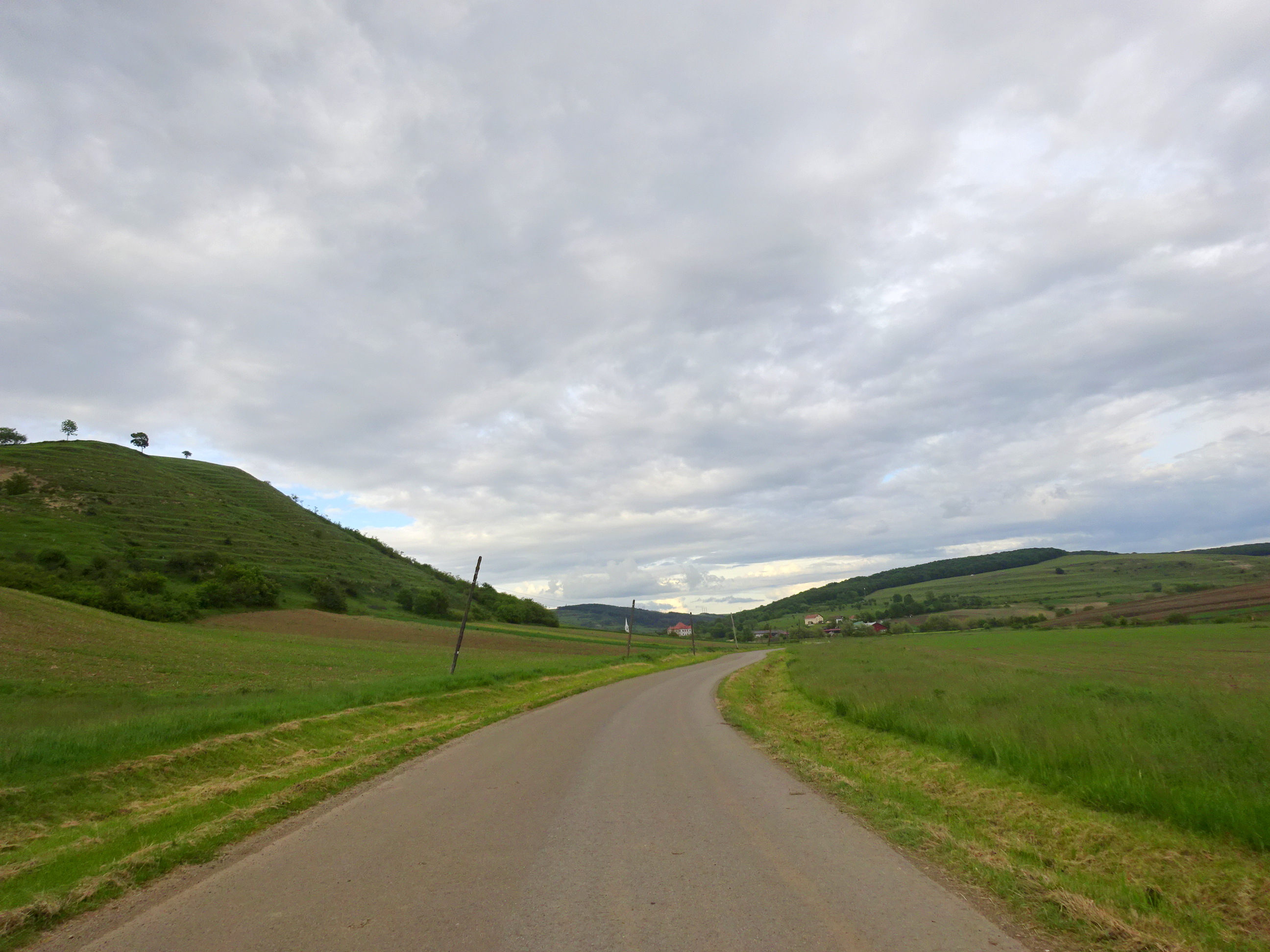
Drumul Bichiș-Ozd
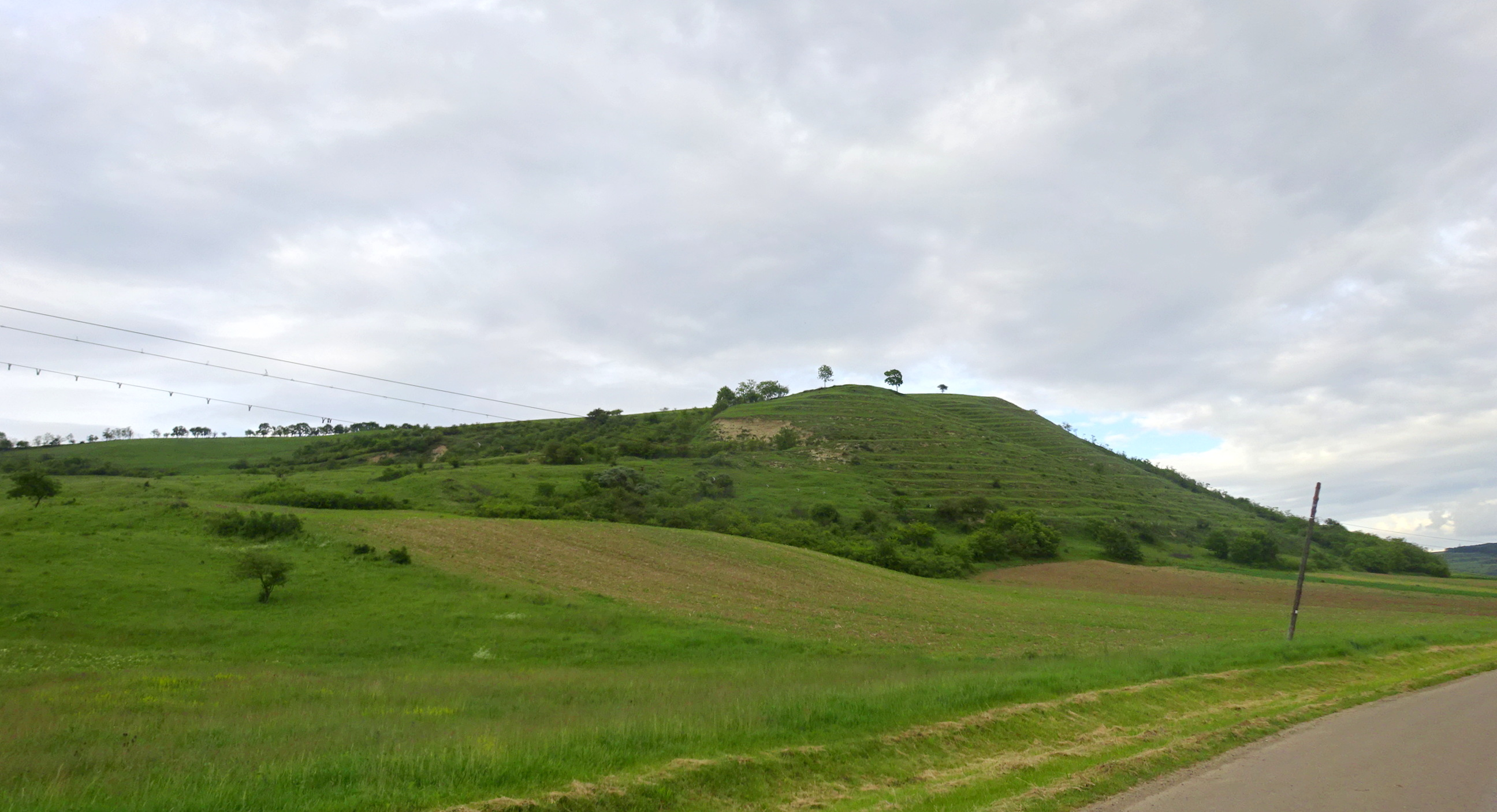
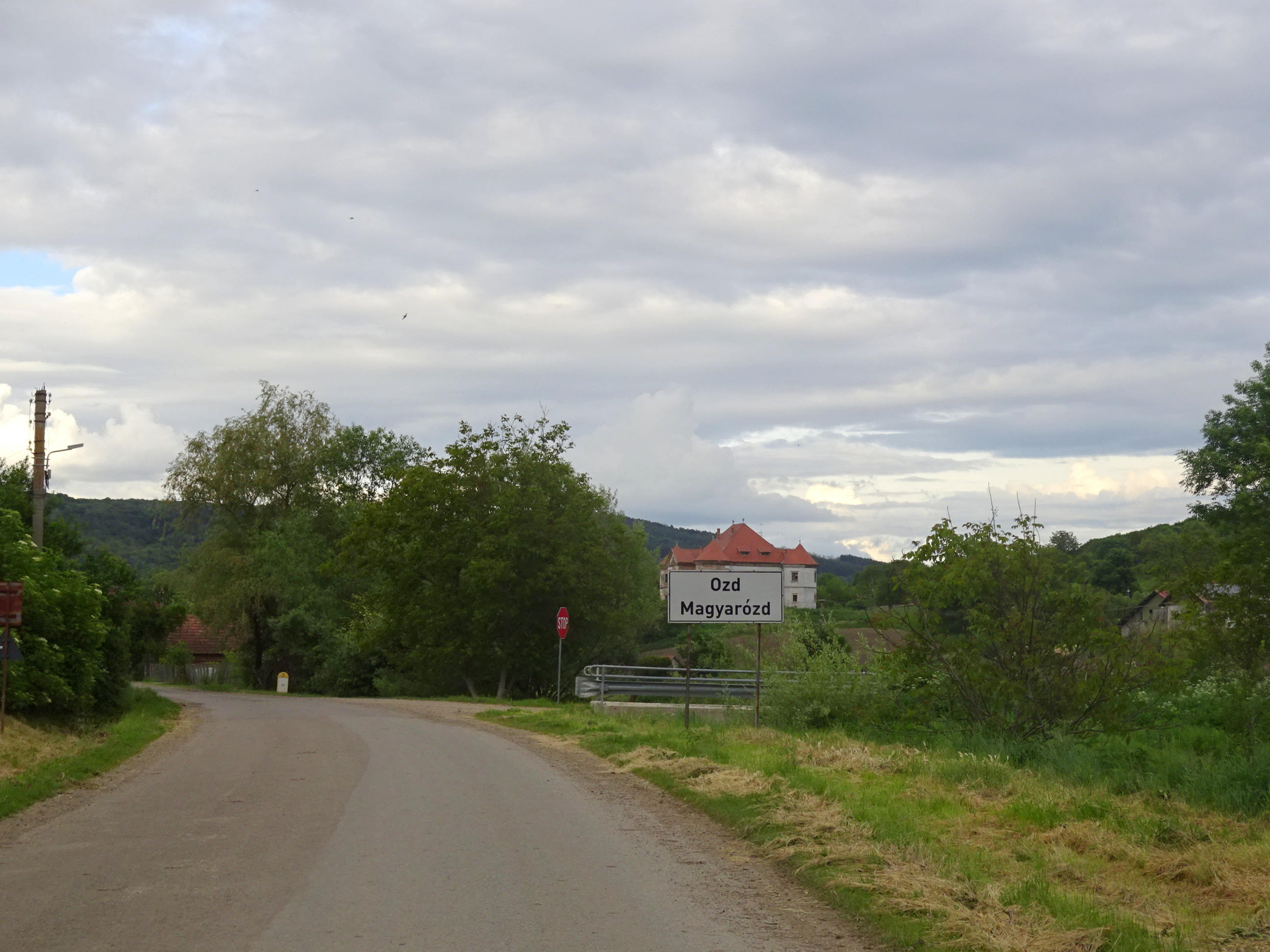
Intrarea în localitate
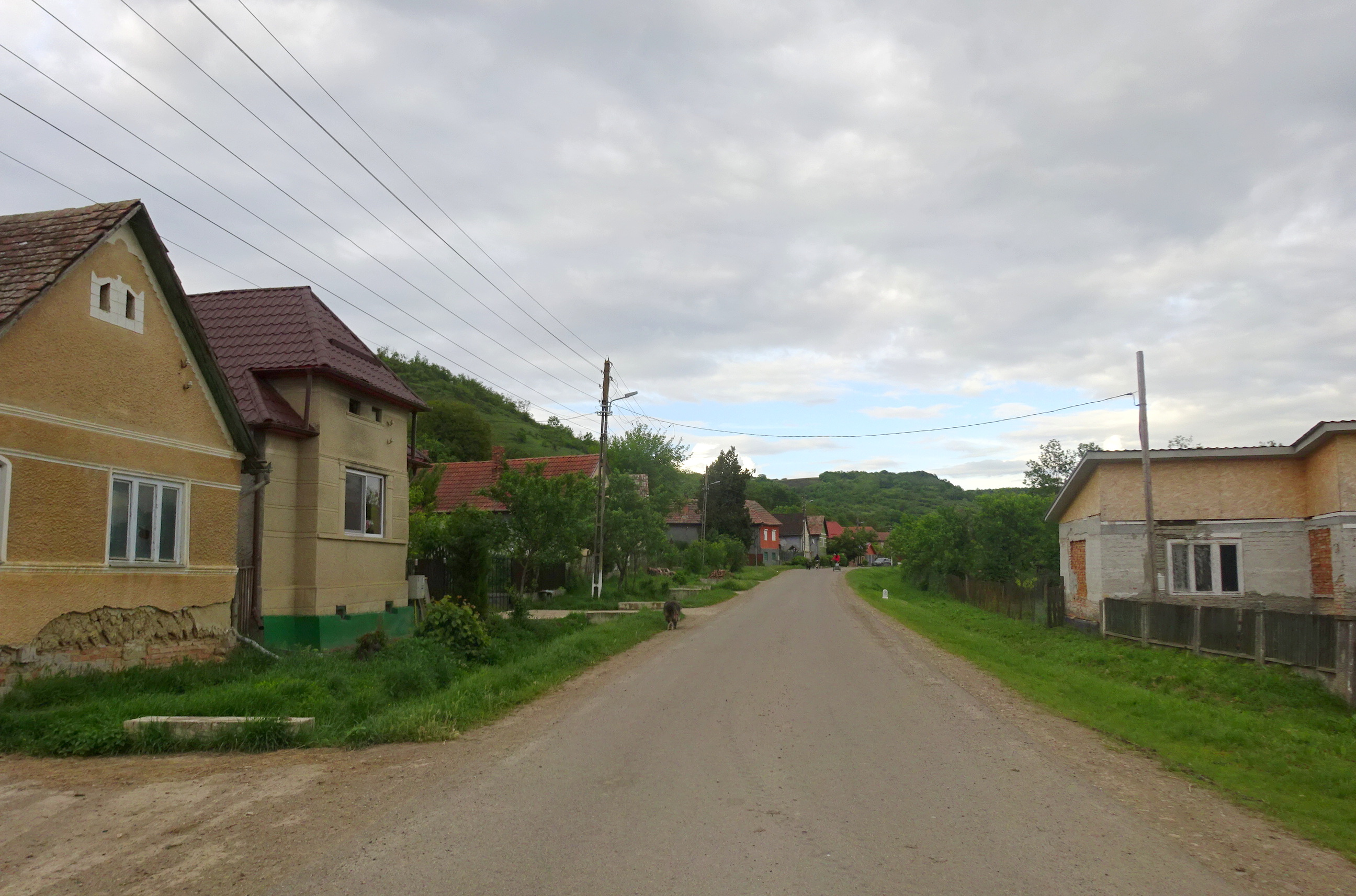
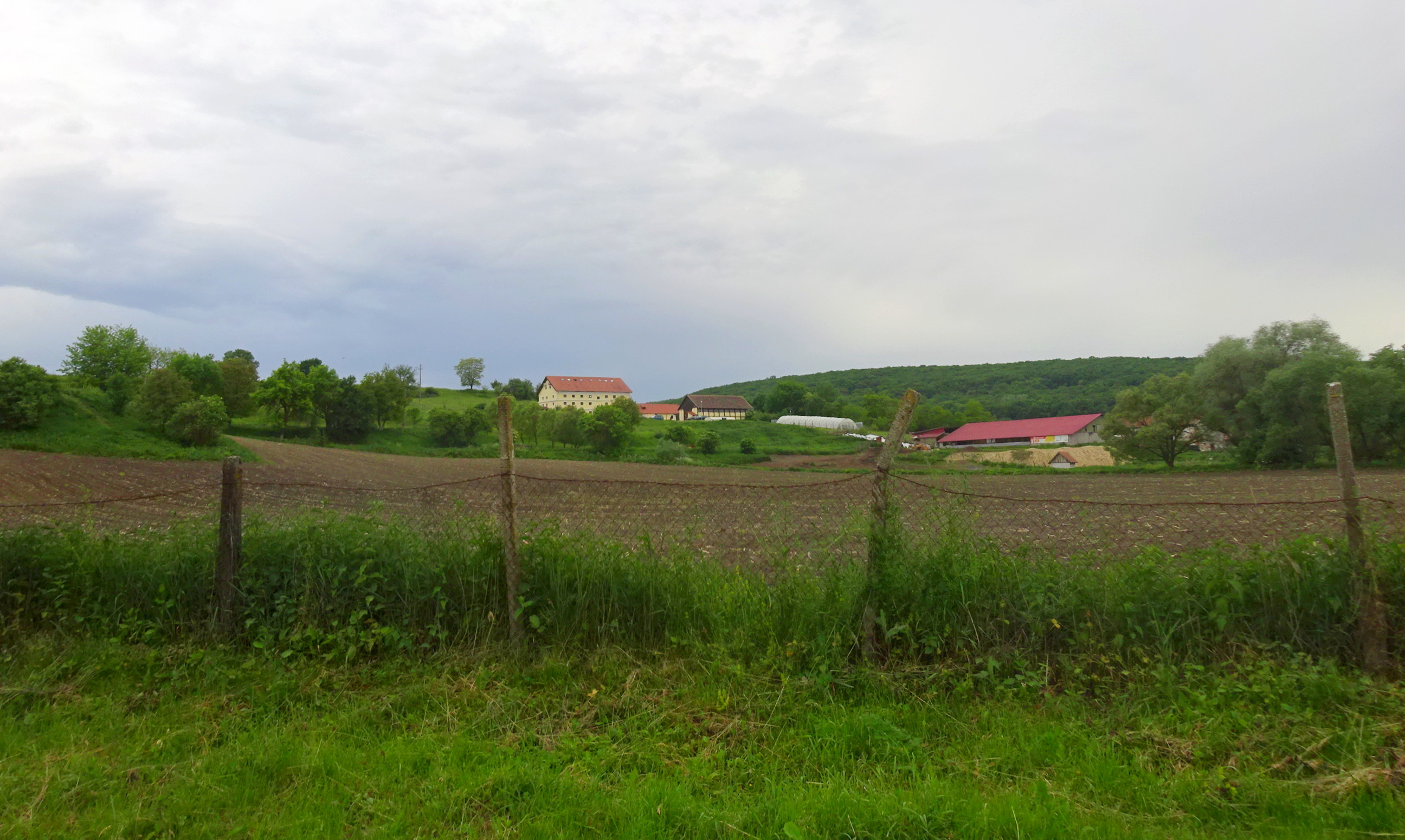
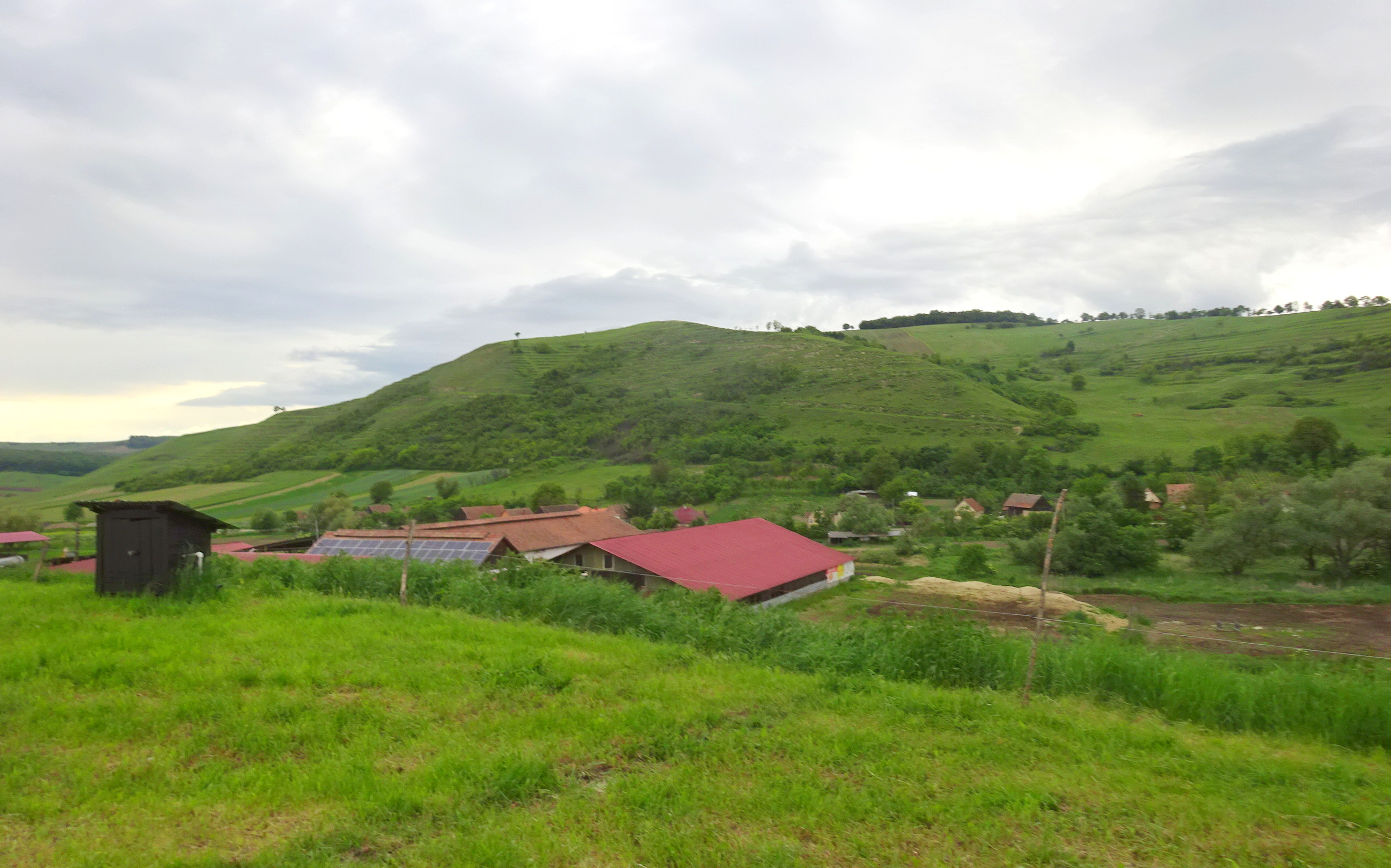
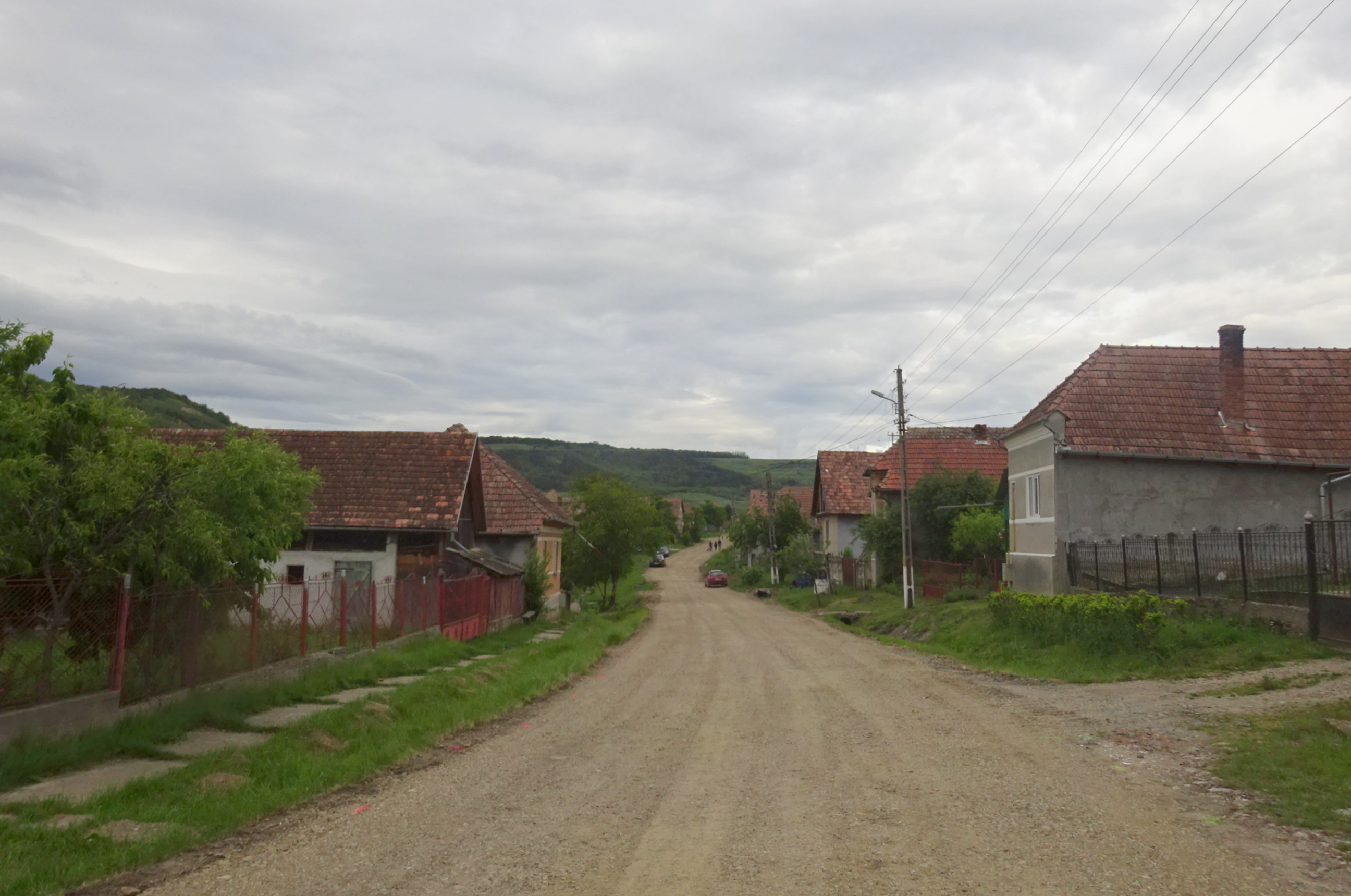
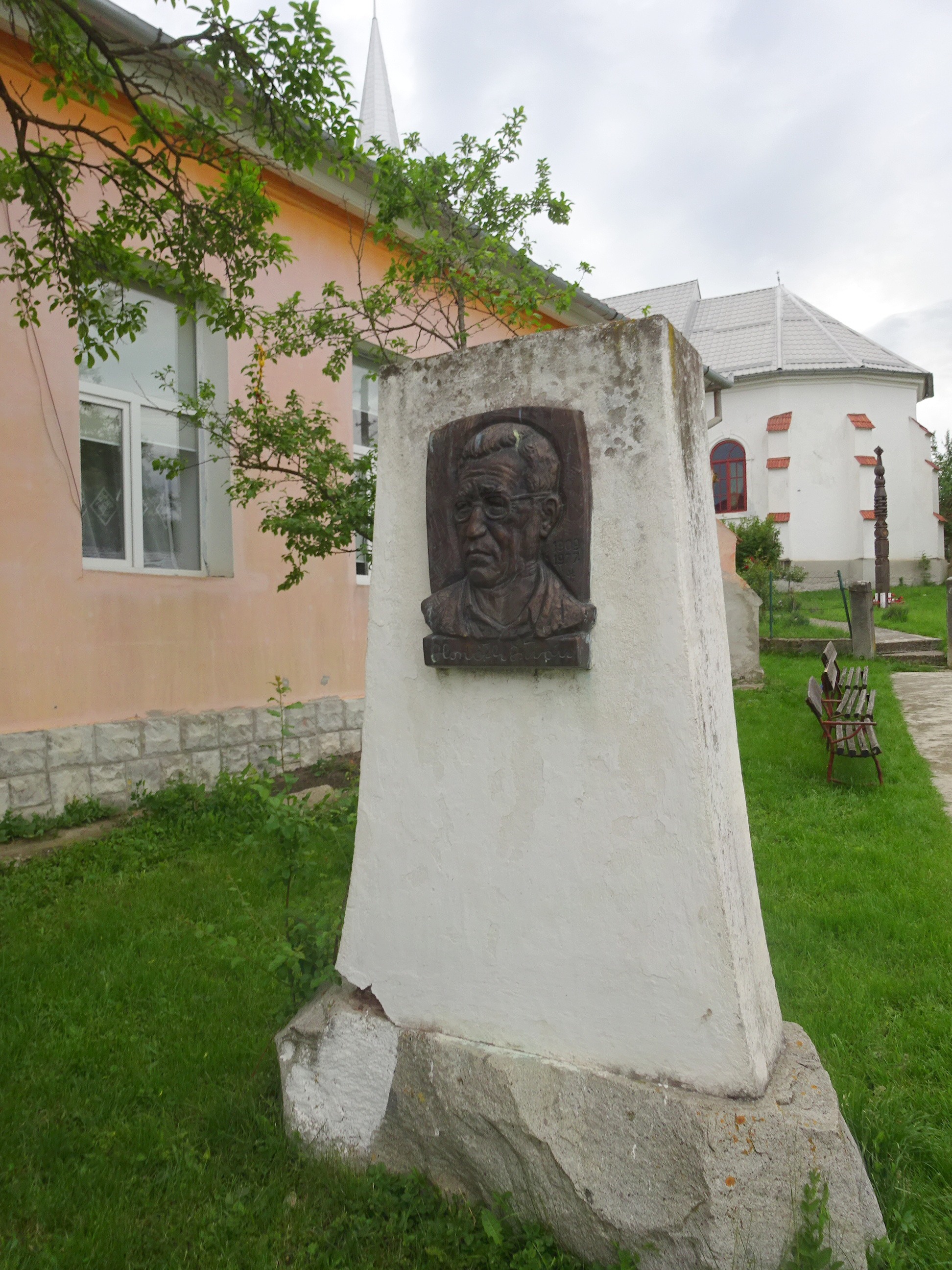
Școala și monumentul dedicat scriitorului István Horváth
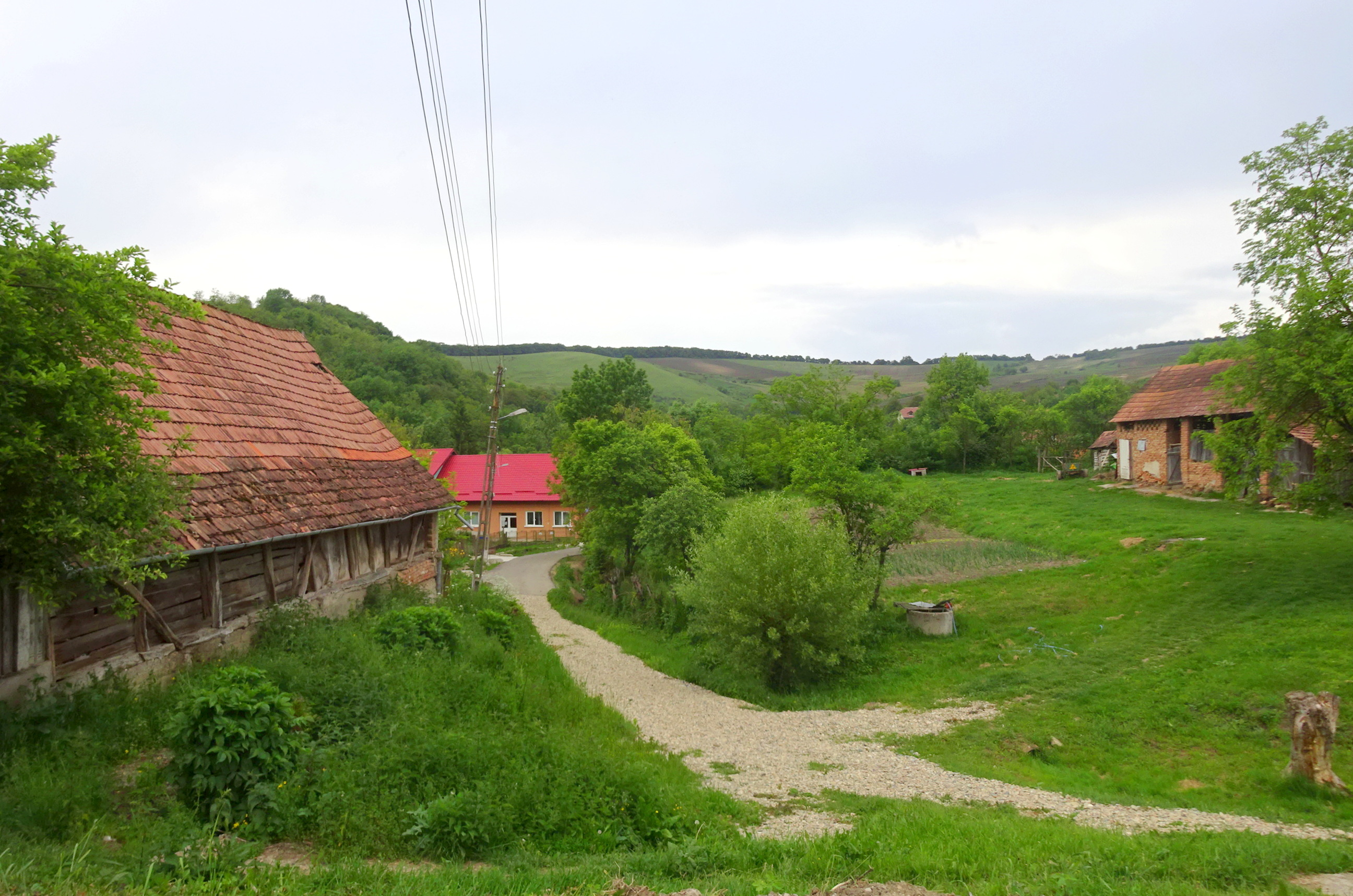
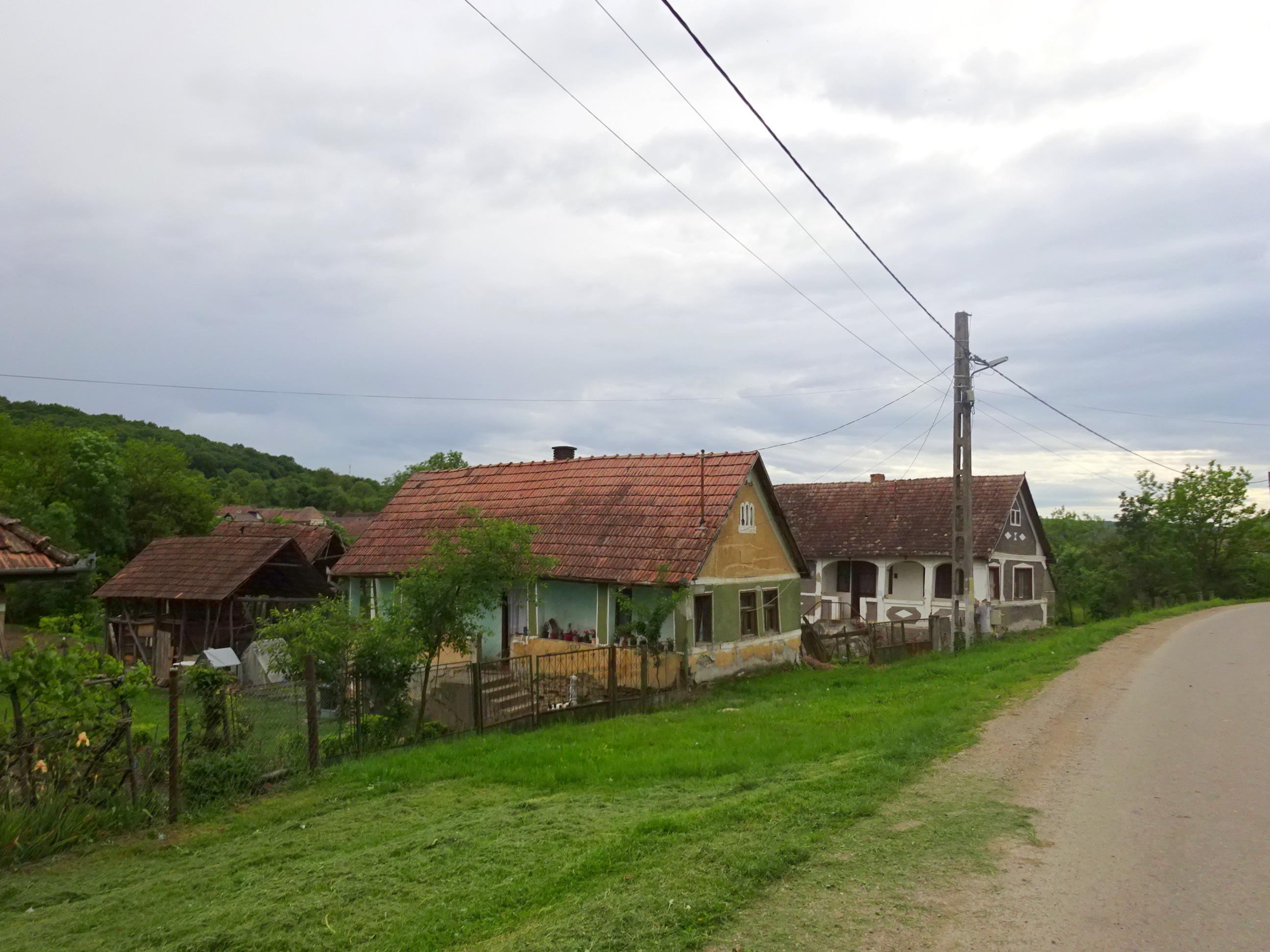
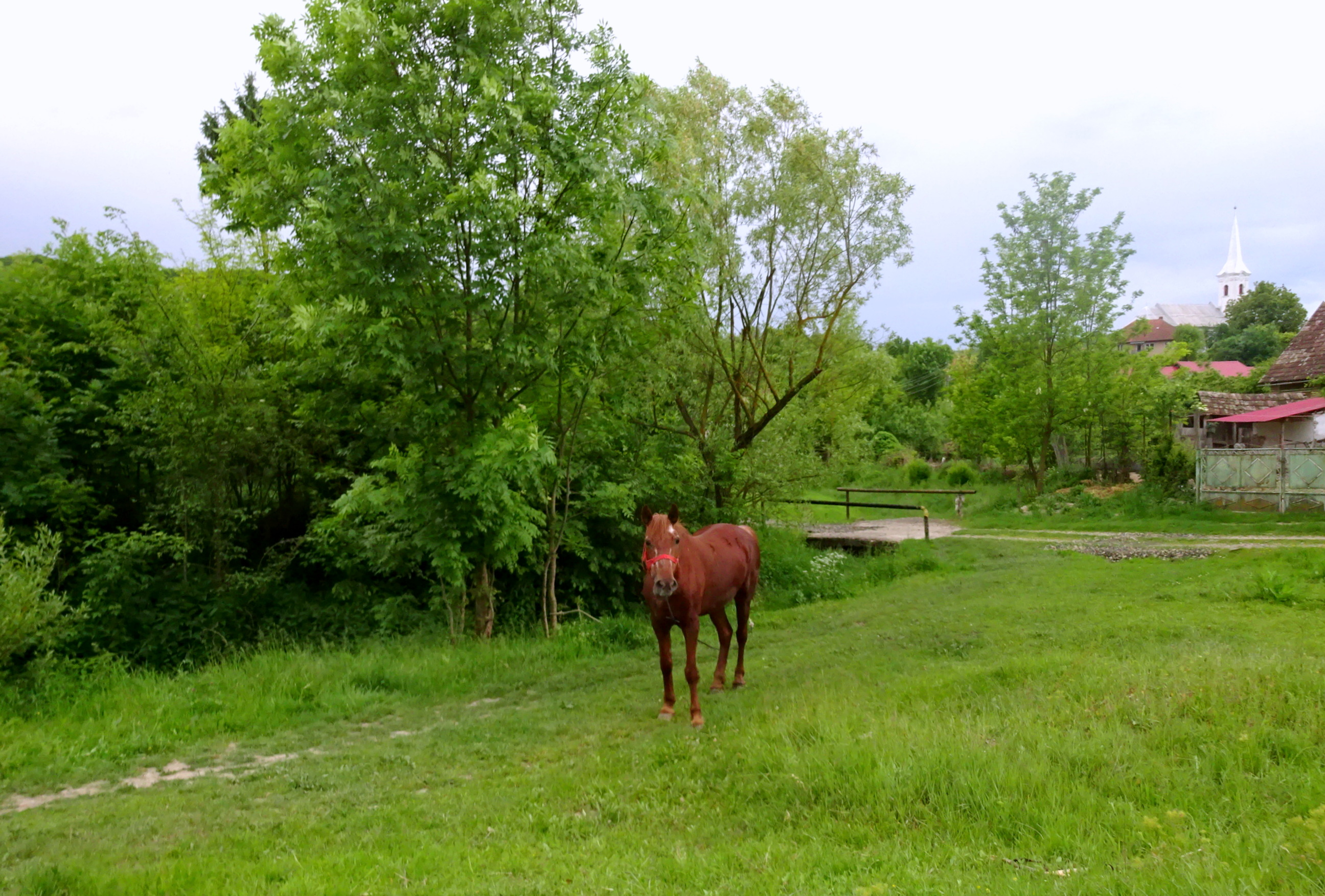
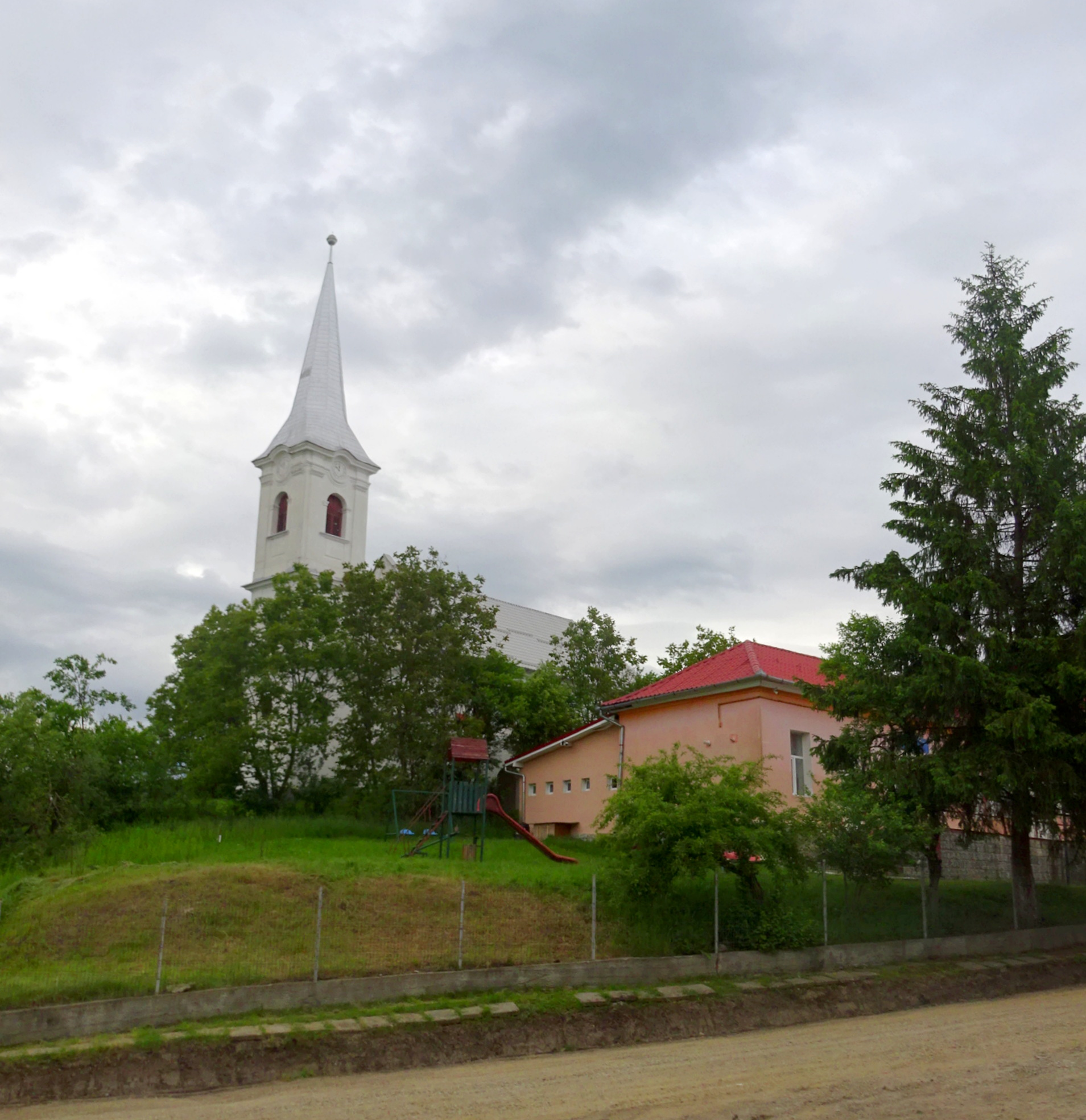
Biserica reformată și școala
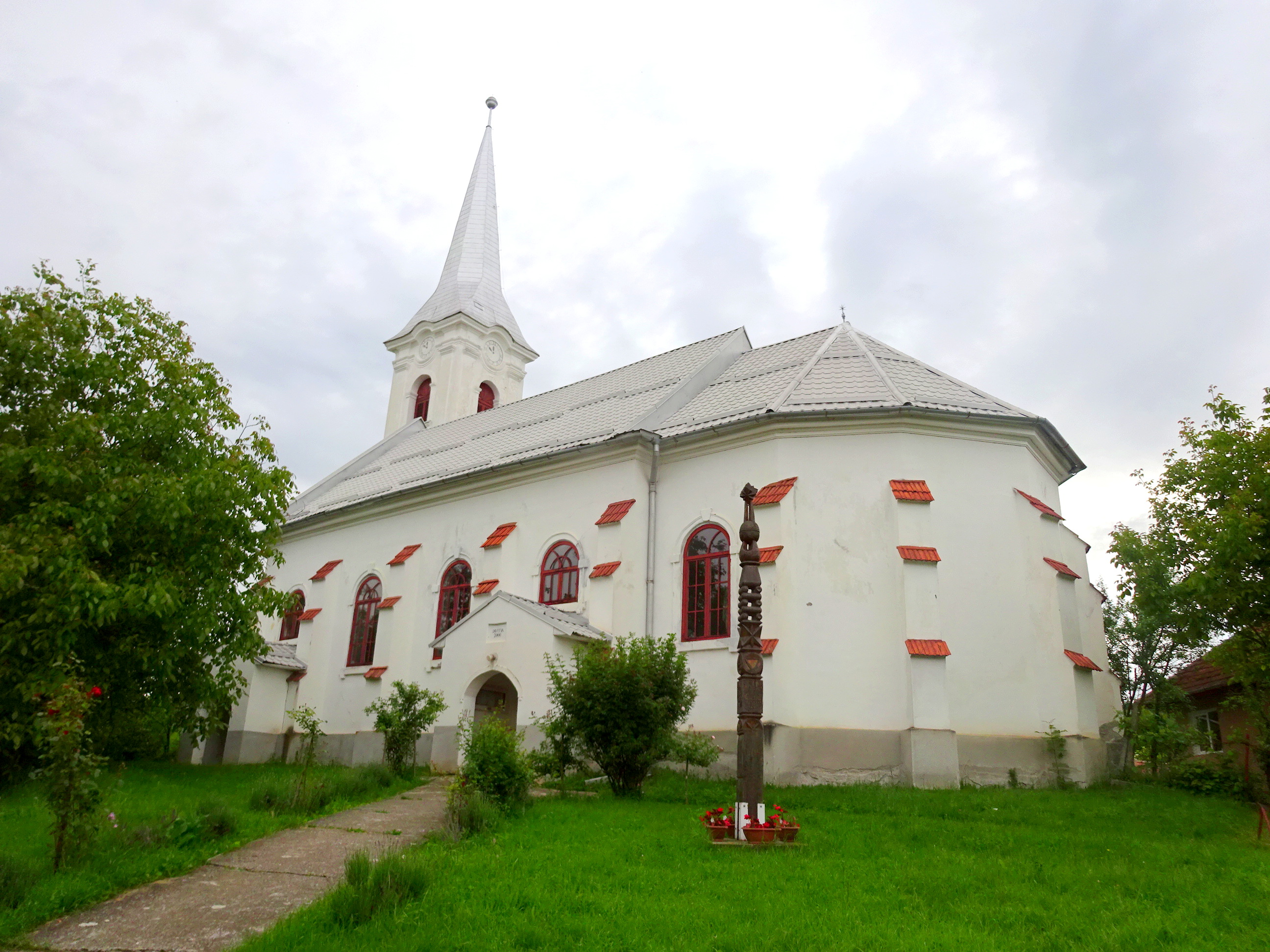
Biserica reformată din Ozd
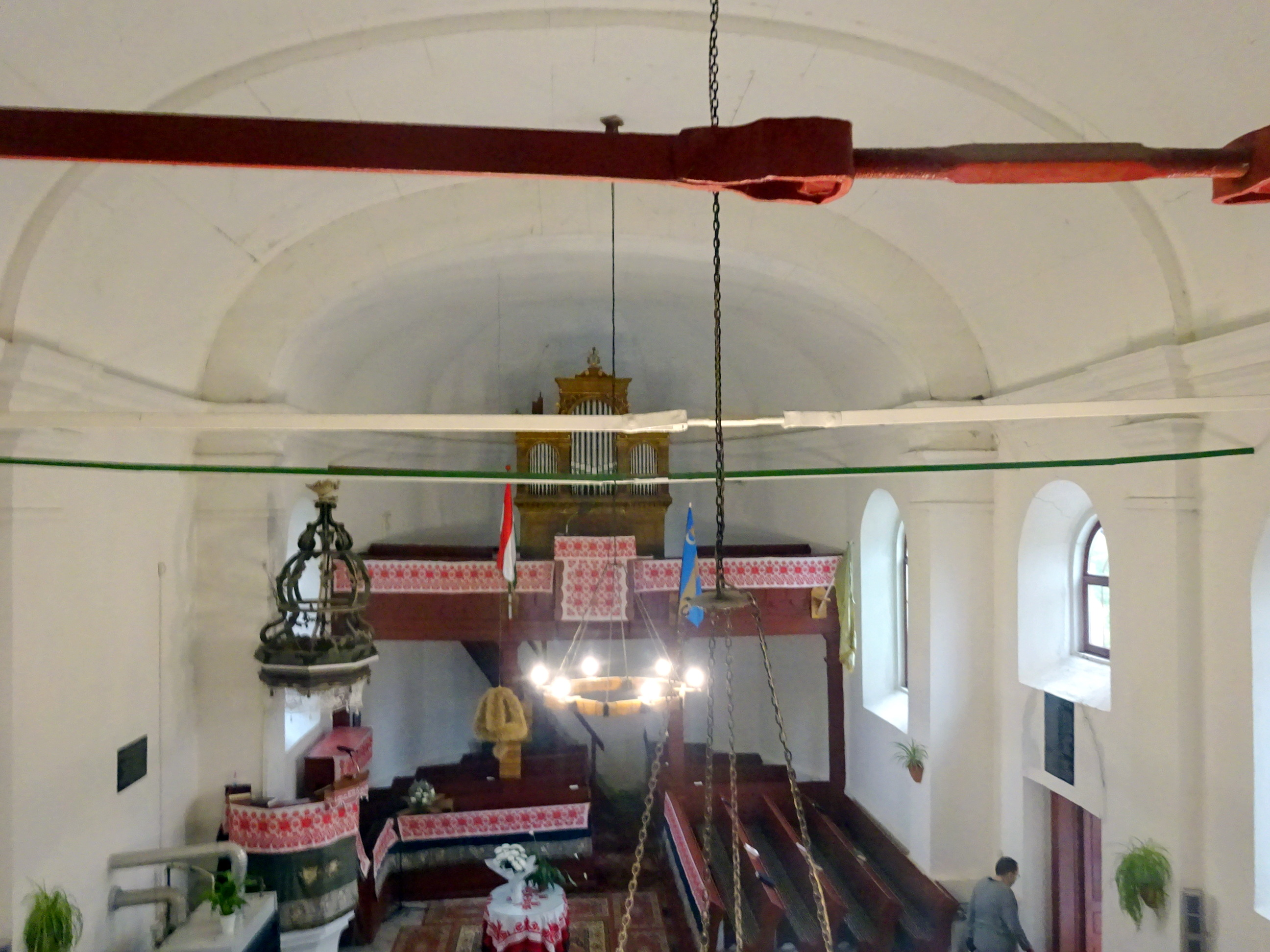
Biserica reformată din Ozd
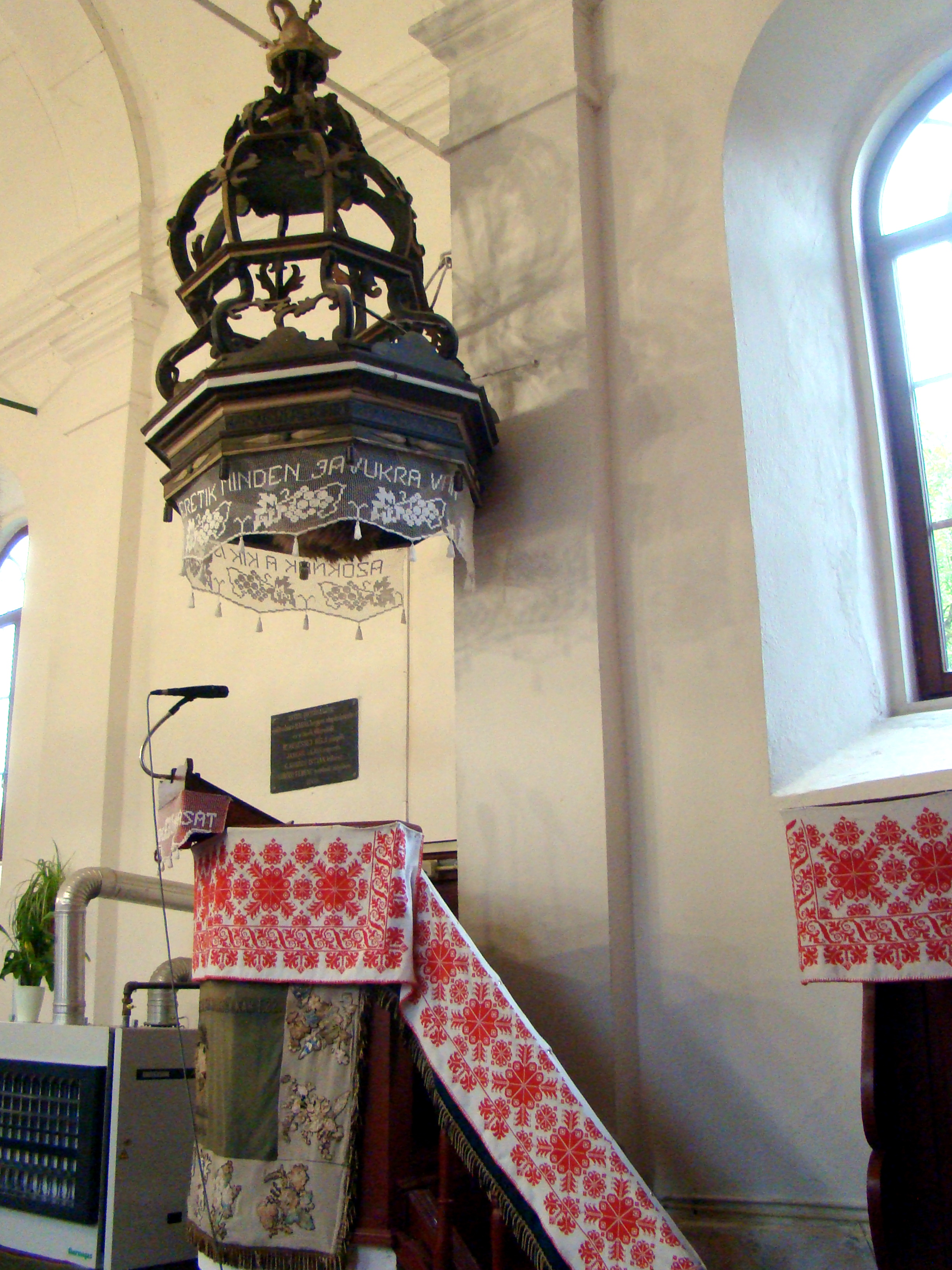
Amvonul
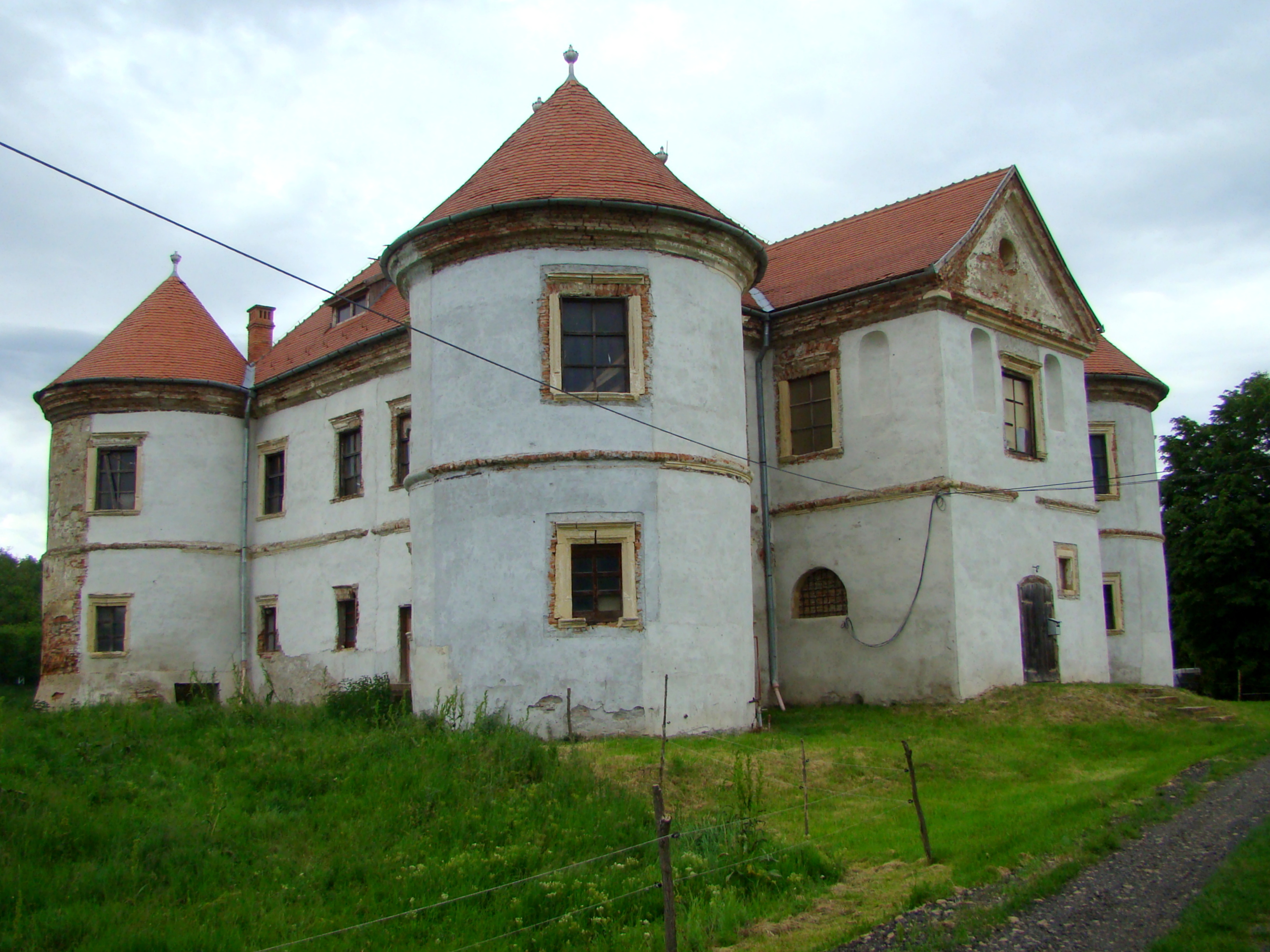
Castelul Pekry-Radák din Ozd (monument istoric)
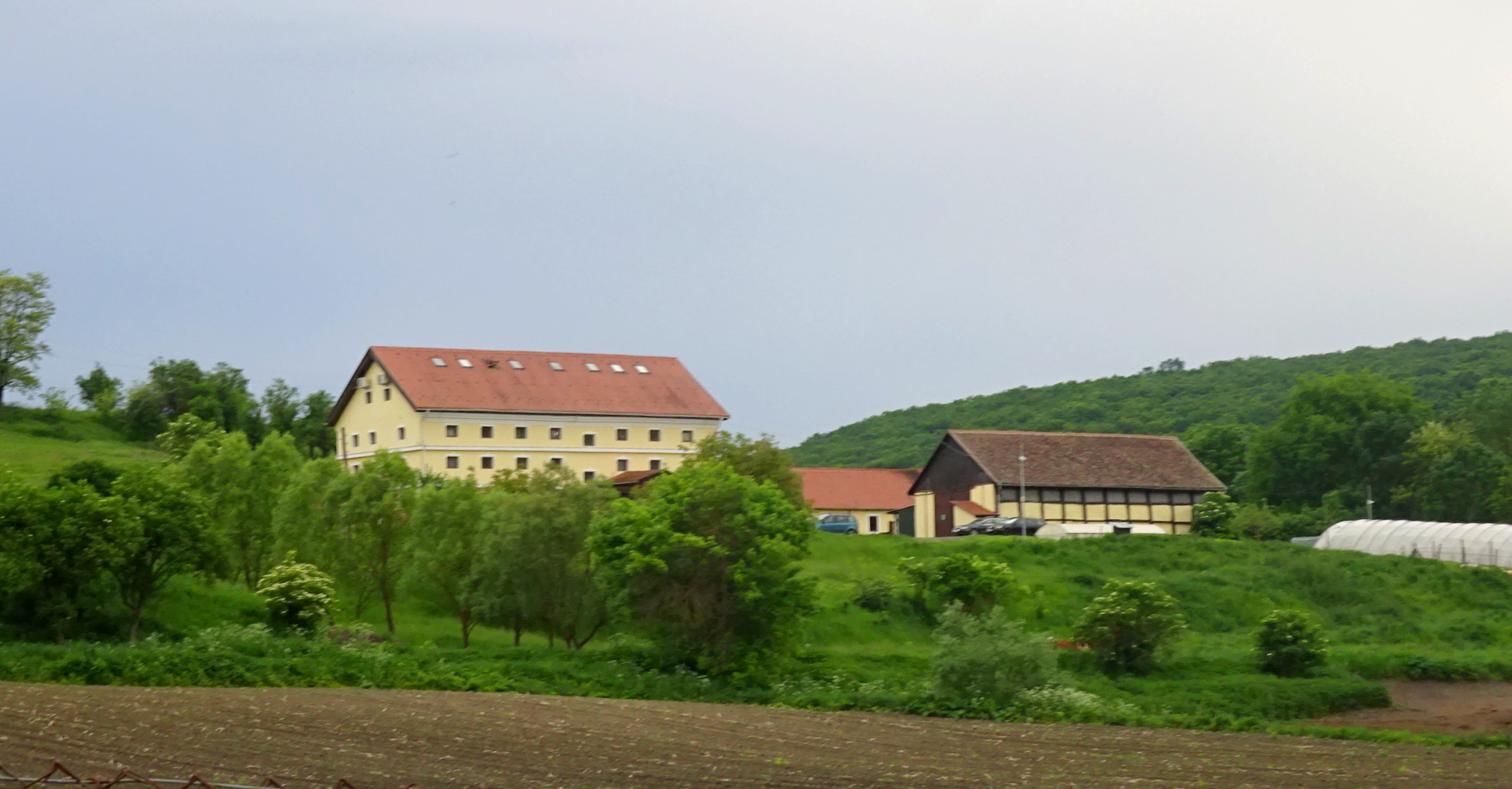
Clădirile anexă: grânarul a fost renovat de fundația Bonus Pastor și transformat în centru de recuperare pentru persoane dependente de alcool, droguri, jocuri de noroc și alte vicii.
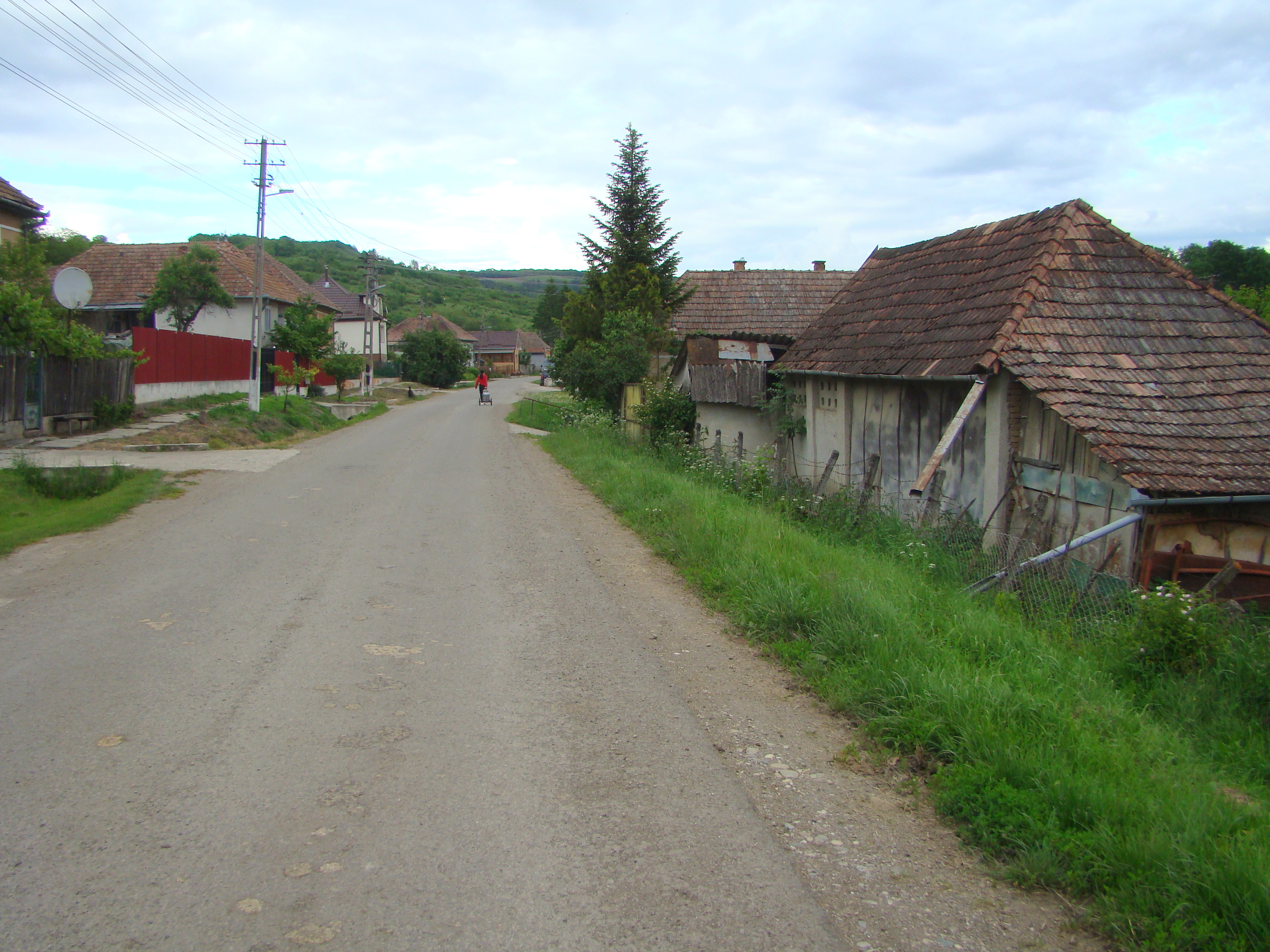
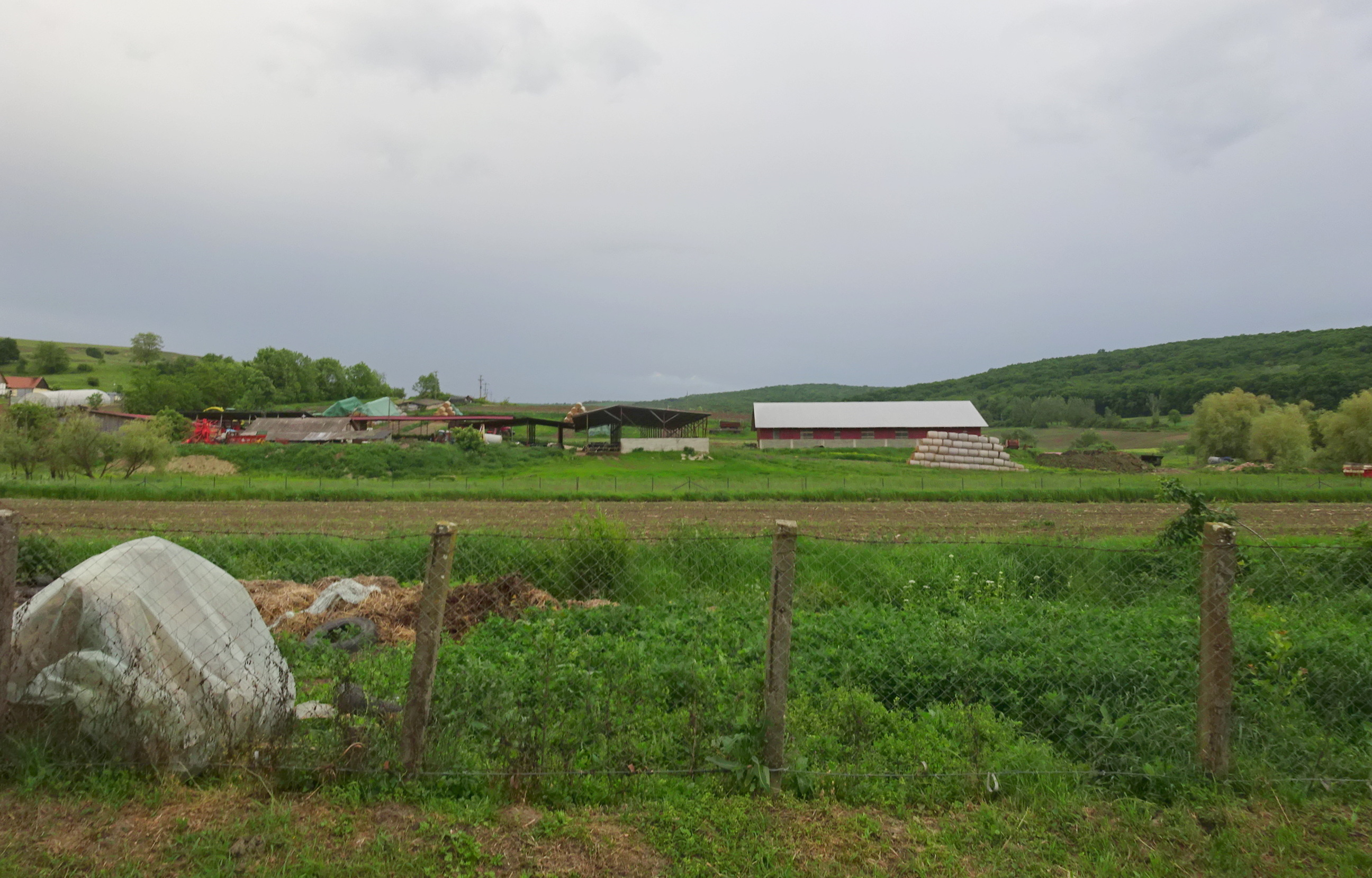
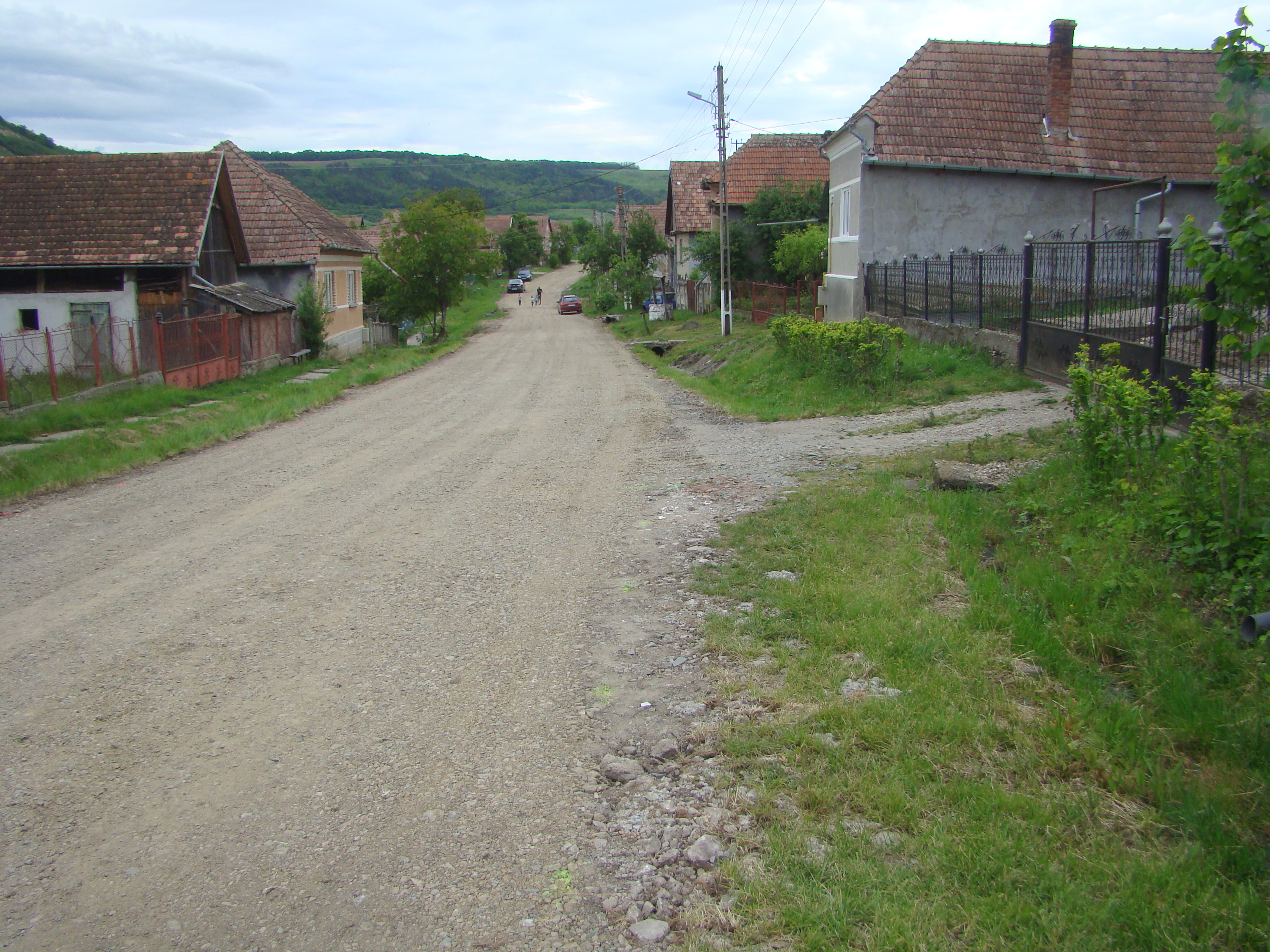
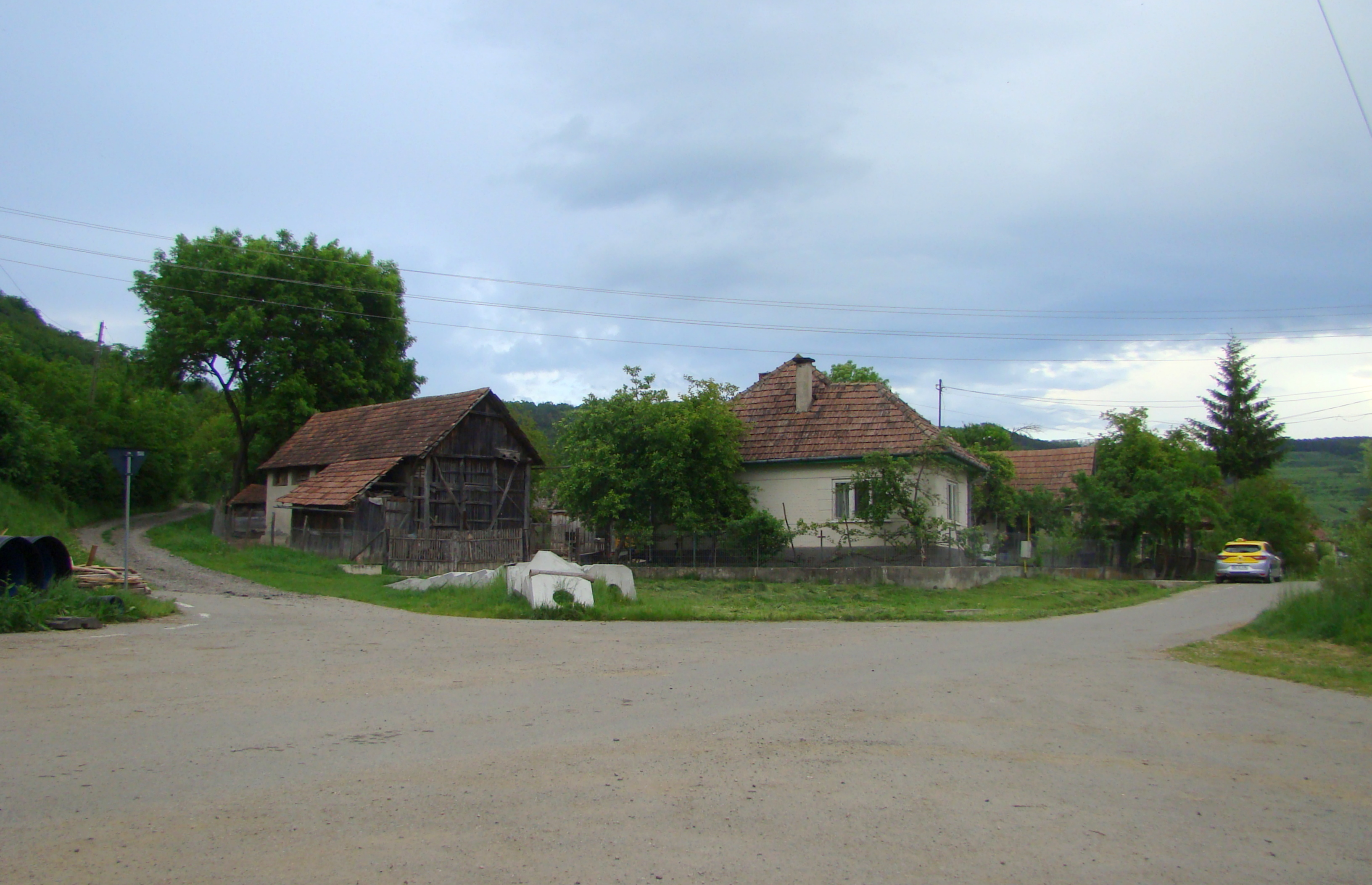
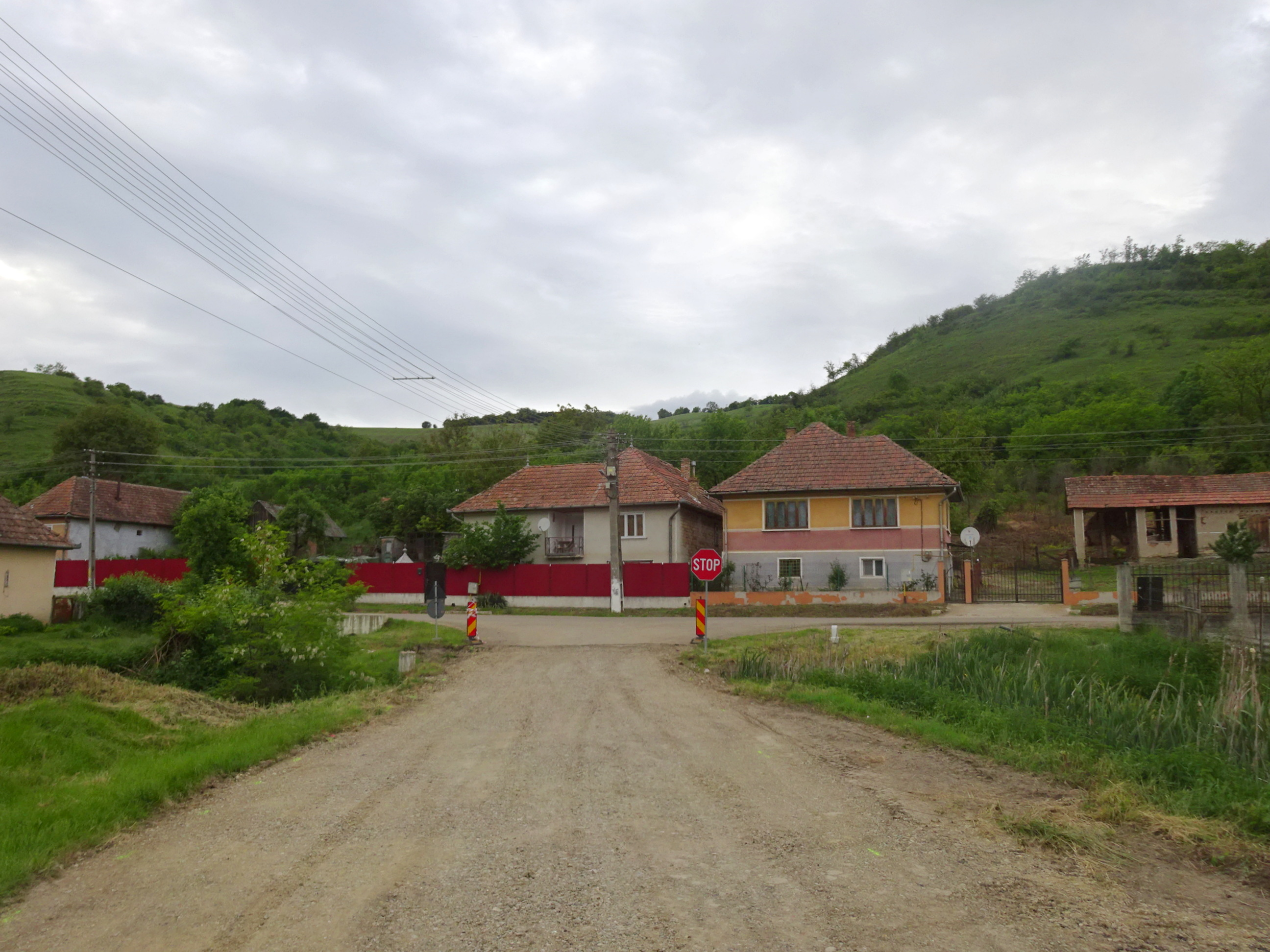
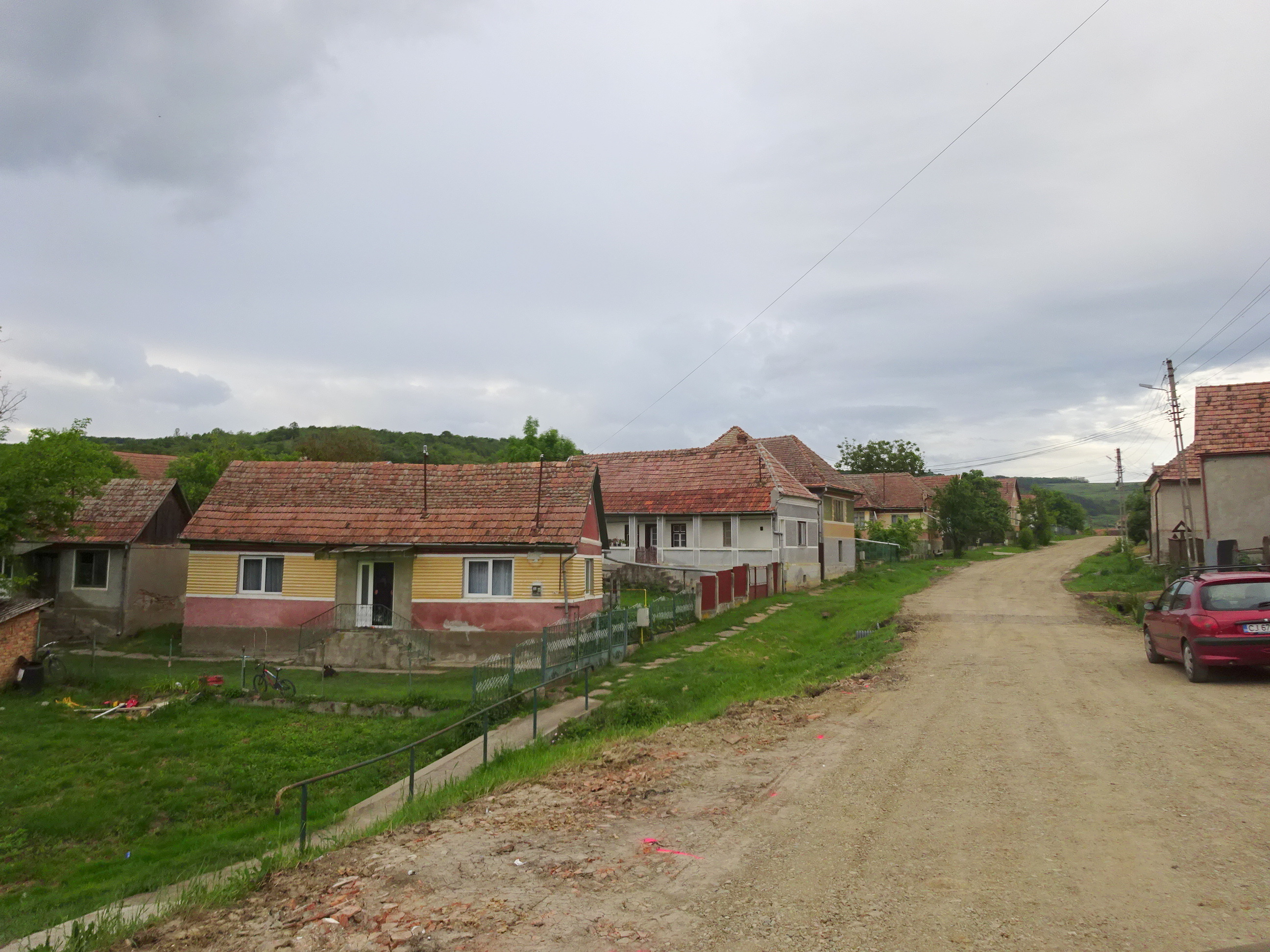
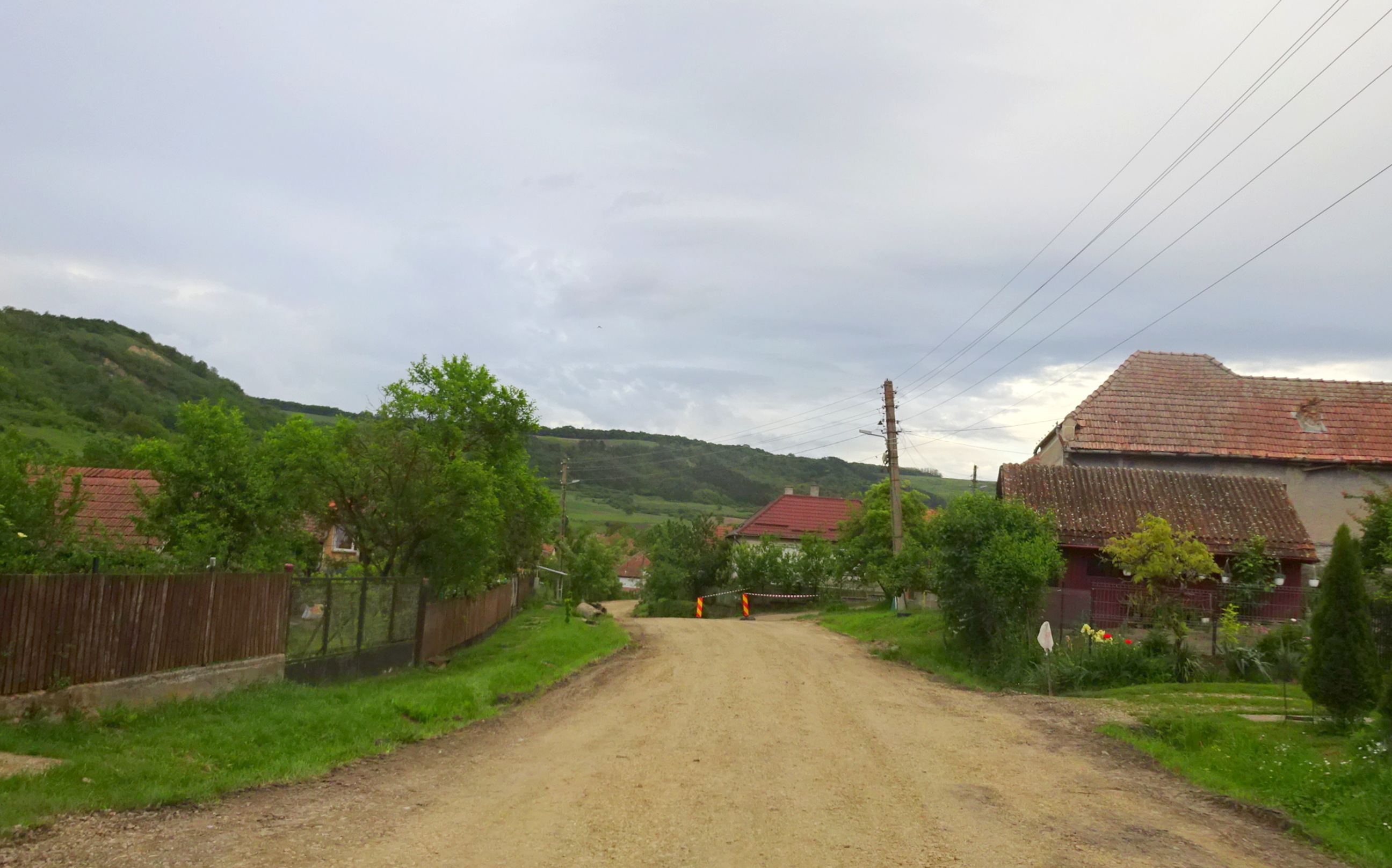